# Гужковская-Нуркевич, Магдалена
Магдалена Гужковская-Нуркевич (пол. Magdalena Gużkowska-Nurkiewicz, урождённая Гужковская (пол. Gużkowska); род. 11 июля 1975, Леско) — польская шахматистка, международный мастер по шахматам среди женщин (2003), победительница чемпионата Польши по шахматам среди женщин (1994).

## Шахматная карьера
Магдалена Гужковская-Нуркевич четыре раза выигрывала чемпионат Польши по шахматам среди юниорок (1989, 1991, 1992, 1995) в возрастных группах до 14, до 16 и до 20 лет. Несколько раз она представляла Польшу на чемпионатах мира по шахматам среди девушек, достигнув лучшего результата в 1989 году, когда заняла 7-е место в возрастной группе до 14 лет.
В 1994 году в Гданьске Магдалена Гужковская-Нуркевич победила в финале чемпионата Польши по шахматам среди женщин.
В 1995 году она представляла Польшу на зональном турнире первенства мира по шахматам среди женщин в Надоле.
Магдалена Гужковская-Нуркевич выступала за Польшу на шахматной олимпиаде среди женщин в 1994 году на первой запасной доске в 1994 году в Москве (+4, =6, −1).
За успехи в турнирах ФИДЕ присвоила Магдалену Гужковскую-Нуркевич звание международного мастера ФИДЕ среди женщин (WFM) в 1995 году и международного мастера среди женщин (WIM) в 2003 году.

## Личная жизнь
Магдалена Гужковская вышла замуж за шахматиста Мацея Нуркевича, трёхкратного призёра чемпионатов Польши по шахматам среди юниоров (1991-97).

## Изменения рейтинга
| Графики недоступны из-за технических проблем. См. информацию на Фабрикаторе и на mediawiki.org. |